# Långsjön, Åland
Långsjön är en av Ålands största insjöar, sjön är vattentäkt för Ålands Vatten och känd för sin höga kräftpopulation. Sjöns medeldjup är 6 meter, den har två djupfickor på omkring 16 meter vardera och ett maxdjup på 19 meter. Långsjön och den intilliggande Markusbölefjärden bildades vid sekelskiftet 1800–1900 då de på grund av landhöjningen avsnördes från havet. Längs Långsjöns stränder finns byarna Stornäs, Godby, Grelsby, Ämnäs och Emkarby i Finströms kommun samt Gölby i Jomalas kommun.